# Heather O'Rourke
Heather Michele O'Rourke (født 27. december 1975 i San Diego, Californien, død 1. februar 1988 samme sted) var en amerikansk børnefilmstjerne mest kendt fra Poltergeist-filmene.
Hun blev som 5-årig opdaget af filminstruktør Steven Spielberg og fik rollen som lille Carol Anne Freeling. Hun medvirkede i alle tre Poltergeist-film.
Heather O'Rourke døde som 12-årig 1. februar 1988 af hjertestop forårsaget septisk shock i forbindelse med en operation for en medfødt tarmstenose. Hun er begravet i Los Angeles.
Foruden i film medvirkede Heather O'Rourke i soap-serien Happy Days 1982 – 1983 og i flere reklamefilm.

## Filmografi
- 1988 – Poltergeist III som Carol Anne Freeling.
- 1986 – Poltergeist II som Carol Anne Freeling.
- 1985 – Surviving som Sarah Brogan.
- 1982 – Poltergeist som Carol Anne Freeling.
- 1982 – Massarati and the Brain som Skye Henry.